# Friedrich Schön (Politiker, 1821)
Friedrich Wilhelm Schön (* 28. Januar 1821 in Hahnstätten; † 19. Januar 1886 ebenda) war ein deutscher Kommunalpolitiker und Abgeordneter.
Schön war der Sohn des Landwirts Johann Wilhelm Schön (18798–1841) und dessen Ehefrau Maria Magdalena geborene Trog (1794–1834). Schön, der evangelischer Konfession war, heiratete am 12. Januar 1842 in Rückershausen Maria Elisabethe Neeb (* 8. Februar 1818 in Rückershausen; † 14. Juli 1872 in Hahnstätten). Der gemeinsame Sohn Karl wurde Bürgermeister sowie Abgeordneter im Nassauischen Kommunallandtag.
Schön war Landwirt in und 1849 bis 1886 Bürgermeister (seit 1878 auch Standesbeamter) von Hahnstätten. 1869 bis 1886 war er Mitglied im Bezirksrat im Amt Diez und Kreistagsabgeordneter im Unterlahnkreis.
1875 bis 1885 war er für den Unterlahnkreis Mitglied im Nassauischen Kommunallandtag und im Provinziallandtag der Provinz Hessen-Nassau. Im Kommunallandtag war er Mitglied im Finanz-, Eingaben- und Wegebauausschuss.